# Australische Cricket-Nationalmannschaft in Südafrika in der Saison 2013/14
Die Tour der australischen Cricket-Nationalmannschaft nach Südafrika in der Saison 2013/14 fand vom 12. Februar bis 14. März 2014 statt. Die internationale Cricket-Tour war Bestandteil der Internationalen Cricket-Saison 2013/14 und umfasste drei Test Matches und drei Twenty20s. Australien gewann die Test-Serie mit 2–1 und die Twenty20-Serie 2–0.

## Vorgeschichte

### Einordnung
Südafrika bestritt zuvor eine Tour gegen Indien, Australien gegen England. Das letzte Aufeinandertreffen der beiden Mannschaften bei einer Tour fand in der Saison 2011/12 in Südafrika statt.

## Stadien
Die folgenden Stadien wurden für die Tour als Austragungsort vorgesehen und am 8. Juli 2013 festgelegt:
| Stadion                  | Stadt          | Kapazität | Spiele          |
| ------------------------ | -------------- | --------- | --------------- |
| Centurion Park           | Centurion      | 22.000    | 1. Test; 3. T20 |
| Sahara Stadium Kingsmead | Durban         | 25.000    | 2. T20          |
| Sahara Oval St George’s  | Port Elizabeth | 19.000    | 2. Test; 1. T20 |
| Newlands Cricket Ground  | Kapstadt       | 25.000    | 3. Test         |

## Kaderlisten
Australien benannte seinen Test-Kader am 20. Januar und seinen Twenty20-Kader am 6. März 2014. Südafrika benannte seinen Test-Kader am 29. Januar und den Twenty20-Kader am 6. März 2014.
| Test | Test | Twenty20 | Twenty20 |
| Südafrika | Australien | Südafrika | Australien |
| --- | --- | --- | --- |
| - Graeme Smith (K) - Kyle Abbott - Hashim Amla - Quinton de Kock - AB de Villiers (wk) - Jean-Paul Duminy - Faf du Plessis - Dean Elgar - Rory Kleinveldt - Ryan McLaren - Morne Morkel - Wayne Parnell - Alviro Petersen - Robin Peterson - Vernon Philander - Dale Steyn - Thami Tsolekile (wk) | - Michael Clarke (K) - Brad Haddin (VK) - Jackson Bird - Alex Doolan - James Faulkner - Ryan Harris - Moises Henriques - Mitchell Johnson - Nathan Lyon - Shaun Marsh - James Pattinson - Chris Rogers - Peter Siddle - Steve Smith - David Warner - Shane Watson | - Faf du Plessis (K) - Kyle Abbott - Hashim Amla - Farhaan Behardien - Quinton de Kock (wk) - AB de Villiers - Jean-Paul Duminy - Beuran Hendricks - Imran Tahir - David Miller - Albie Morkel - Morne Morkel - Wayne Parnell - Aaron Phangiso - Dale Steyn - Lonwabo Tsotsobe | - George Bailey (K) - Daniel Christian - Jackson Bird - Nathan Coulter-Nile - James Faulkner - Aaron Finch - Brad Haddin (wk) - Moises Henriques - Brad Hodge - Brad Hogg - Mitchell Johnson - Glenn Maxwell - James Muirhead - Mitchell Starc - David Warner - Shane Watson - Cameron White |

## Tour Matches
| 5. – 8. Februar Scorecard | Potchefstroom | Südafrika      | – | Australien |
|                           |               | Spiel abgesagt |   |            |

## Tests

### Erster Test in Centurion
| 12. – 16. Februar Scorecard | Centurion | Australien 297 (122) & 290-4d (72.2) | – | Südafrika 206 (61.1) & 200 (59.4) |
|                             |           | Australien gewinnt mit 281 Runs      |   |                                   |

### Zweiter Test in Port Elizabeth
| 20. – 24. Februar Scorecard | Port Elizabeth | Südafrika 423 (150.5) & 270-5d (64) | – | Australien 246 (57) & 216 (73.4) |
|                             |                | Südafrika gewinnt mit 231 Runs      |   |                                  |

### Dritter Test in Kapstadt
| 1. – 5. März Scorecard | Kapstadt | Australien 494-7d (127.4) & 303-5d (58) | – | Südafrika 287 (82.5) & 265 (134.3) |
|                        |          | Australien gewinnt mit 235 Runs         |   |                                    |

Der südafrikanische Kapitän Graeme Smith erklärte nach dem dritten Test seinen Rücktritt aus der Nationalmannschaft.

## Twenty20 Internationals

### Erstes Twenty20 in Port Elizabeth
| 9. März Scorecard | Port Elizabeth | Südafrika | – | Australien |
|                   |                | No Result |   |            |

### Zweites Twenty20 in Durban
| 22. November Scorecard | Durban | Südafrika 80-1 (7/7)             | – | Australien 82-5 (6.4/6.4) |
|                        |        | Australien gewinnt mit 5 Wickets |   |                           |

### Drittes Twenty20 in Centurion
| 22. November Scorecard | Centurion | Südafrika 128 (20)               | – | Australien 129-4 (15) |
|                        |           | Australien gewinnt mit 6 Wickets |   |                       |

## Statistiken
Die folgenden Cricketstatistiken wurden bei dieser Tour erzielt.
| Tests            | Tests      | Tests   | Tests   | Tests   | Tests   | Tests   | Tests   | Tests   |
| Batting          | Batting    | Batting | Batting | Batting | Batting | Batting | Batting | Batting |
| Spieler          | Mannschaft | Spiele  | Innings | Runs    | Average | HS      | 100s    | 50s     |
| ---------------- | ---------- | ------- | ------- | ------- | ------- | ------- | ------- | ------- |
| David Warner     | Australien | 3       | 6       | 543     | 90,50   | 145     | 3       | 2       |
| AB de Villiers   | Südafrika  | 3       | 6       | 341     | 56,83   | 116     | 1       | 1       |
| Steven Smith     | Australien | 3       | 5       | 269     | 67,25   | 100     | 1       | 1       |
| Hashim Amla      | Südafrika  | 3       | 6       | 258     | 51,60   | 127*    | 1       | 0       |
| JP Duminy        | Südafrika  | 3       | 6       | 223     | 44,60   | 123     | 1       | 0       |
| Bowling          |            |         |         |         |         |         |         |         |
| Spieler          | Mannschaft | Spiele  | Overs   | Wickets | Average | BBI     | 5W      | 10W     |
| Mitchell Johnson | Australien | 3       | 126.1   | 22      | 17,36   | 7/68    | 2       | 1       |
| Dale Steyn       | Südafrika  | 3       | 89.3    | 12      | 26,41   | 4/55    | 0       | 0       |
| Ryan Harris      | Australien | 3       | 116.1   | 10      | 31,80   | 4/32    | 0       | 0       |
| Nathan Lyon      | Australien | 3       | 124     | 8       | 39,00   | 5/130   | 1       | 0       |
| JP Duminy        | Südafrika  | 3       | 71      | 7       | 37,42   | 4/73    | 0       | 0       |
| Vernon Philander | Südafrika  | 3       | 97.4    | 7       | 51,71   | 3/68    | 0       | 0       |

| Twenty20s       | Twenty20s  | Twenty20s | Twenty20s | Twenty20s | Twenty20s | Twenty20s | Twenty20s | Twenty20s |
| Batting         | Batting    | Batting   | Batting   | Batting   | Batting   | Batting   | Batting   | Batting   |
| Spieler         | Mannschaft | Spiele    | Innings   | Runs      | Average   | HS        | 100s      | 50s       |
| --------------- | ---------- | --------- | --------- | --------- | --------- | --------- | --------- | --------- |
| Quinton de Kock | Südafrika  | 2         | 2         | 82        | 82,00     | 41*       | 0         | 0         |
| Aaron Finch     | Australien | 2         | 2         | 44        | 22,00     | 39        | 0         | 0         |
| David Warner    | Australien | 1         | 1         | 40        | 40,00     | 40        | 0         | 0         |
| Shane Watson    | Australien | 2         | 2         | 37        | 18,50     | 35        | 0         | 0         |
| Faf du Plessis  | Südafrika  | 2         | 2         | 32        | 32,00     | 27*       | 0         | 0         |
| Brad Hodge      | Australien | 2         | 2         | 32        |           | 21*       | 0         | 0         |
| Bowling         |            |           |           |           |           |           |           |           |
| Spieler         | Mannschaft | Spiele    | Overs     | Wickets   | Average   | BBI       | 5W        | 10W       |
| Glenn Maxwell   | Australien | 2         | 4         | 2         | 9,50      | 2/19      | 0         | 0         |
| Imran Tahir     | Südafrika  | 1         | 4         | 2         | 10,50     | 2/21      | 0         | 0         |
| JP Duminy       | Südafrika  | 2         | 3         | 2         | 16,00     | 2/5       | 0         | 0         |
| Wayne Parnell   | Südafrika  | 2         | 3.4       | 2         | 16,00     | 1/15      | 0         | 0         |
| Brad Hogg       | Australien | 2         | 5         | 2         | 18,00     | 2/31      | 0         | 0         |
| Mitchell Starc  | Australien | 2         | 6         | 2         | 20,00     | 2/16      | 0         | 0         |

## Player of the Series
Als Player of the Series wurden die folgenden Spieler ausgezeichnet.
| Serie | Player of the Series |
| ----- | -------------------- |
| Test  | David Warner         |
| T20   | Quinton de Kock      |

### Player of the Match
Als Player of the Match wurden die folgenden Spieler ausgezeichnet.
| Spiel   | Player of the Match |
| ------- | ------------------- |
| 1. Test | Mitchell Johnson    |
| 2. Test | JP Duminy           |
| 3. Test | David Warner        |
| 2. T20  | Brad Hodge          |
| 3. T20  | Mitchell Starc      |